# Descomposición de Schmidt
En álgebra lineal, la descomposición de Schmidt  (nombrada por su inventor Erhard Schmidt) es una manera particular de expresar un vector en el producto de tensorial de dos espacios de producto interior. Tiene numerosas aplicaciones en teoría de información cuántica, por ejemplo en caracterización del entrelazamiento cuántico y en purificación de estados, y en plasticidad.

## Teorema
Sean {\displaystyle H_{1}} y {\displaystyle H_{2}} y espacios de Hilbert de dimensiones n y m respectivamente. Se supone que {\displaystyle n\geq m}. Para cualquier vector en el espacio producto tensorial {\displaystyle H_{1}\otimes H_{2}}, existen conjuntos ortonormales  {\displaystyle \{u_{1},\ldots ,u_{m}\}\subset H_{1}} y {\displaystyle \{v_{1},\ldots ,v_{m}\}\subset H_{2}} tales que {\displaystyle w=\sum _{i=1}^{m}\alpha _{i}u_{i}\otimes v_{i}}, donde los escalares {\displaystyle \alpha _{i}} son reales no-negativos, y, los conjuntos están determinados unívocamente por {\displaystyle w}. 

### Demostración
La descomposición de Schmidt es esencialmente la descomposición de valores singulares en un contexto diferente. Fijando bases ortonormales{\displaystyle \{e_{1},\ldots ,e_{n}\}\subset H_{1}} y {\displaystyle \{f_{1},\ldots ,f_{m}\}\subset H_{2}}, podemos identificar un tensor elemental  {\displaystyle e_{i}\otimes f_{j}} con la matriz {\displaystyle e_{i}f_{j}^{T}}, donde {\displaystyle f_{j}^{T}} es la transpuesta de {\displaystyle f_{j}}. Un elemento general del espacio producto tensorial
{\displaystyle v=\sum _{1\leq i\leq n,1\leq j\leq m}\beta _{ij}e_{i}\otimes f_{j}}
puede ser visto como la matriz {\displaystyle n\times m}
{\displaystyle \;M_{v}=(\beta _{ij})_{ij}.}
Por la descomposición de valores singulares, existen una matriz unitaria {\displaystyle n\times n} {\displaystyle U}, una matriz unitaria {\displaystyle m\times m} {\displaystyle V}, y una matriz diagonal semidefinida positiva {\displaystyle m\times m} {\displaystyle \Sigma } tales que
{\displaystyle M_{v}=U{\begin{bmatrix}\Sigma \\0\end{bmatrix}}V^{\star }.}
Escribiendo {\displaystyle U={\begin{bmatrix}U_{1}&U_{2}\end{bmatrix}}} donde {\displaystyle U_{1}} es {\displaystyle n\times m} tenemos
{\displaystyle \;M_{v}=U_{1}\Sigma V^{\star }.}
Sean {\displaystyle \{u_{1},\ldots ,u_{m}\}} los primeros m vectores columna de {\displaystyle U_{1}}, {\displaystyle \{v_{1},\ldots ,v_{m}\}} los vectores columna de {\displaystyle V}, y {\displaystyle \alpha _{1},\ldots ,\alpha _{m}} los elementos diagonales de {\displaystyle \Sigma }.  La expresión anterior es entonces
{\displaystyle M_{v}=\sum _{k=1}^{m}\alpha _{k}u_{k}v_{k}^{\star },}
Por tanto
{\displaystyle v=\sum _{k=1}^{m}\alpha _{k}u_{k}\otimes v_{k},}
lo que prueba la proposición.

## Algunas observaciones
Algunas propiedades de la descomposición de Schmidt tienen interés físico.

### Espectro de estados reducidos
Considerar un vector {\displaystyle w} del producto tensorial
{\displaystyle H_{1}\otimes H_{2}}
en la forma de descomposición de Schmidt
{\displaystyle w=\sum _{i=1}^{m}\alpha _{i}u_{i}\otimes v_{i}.}
Formando la matriz de rango 1 {\displaystyle \rho =ww^{*}}, la traza parcial de {\displaystyle \rho } con respetar a cualquier sistema A o B, es una matriz diagonal cuyos elementos diagonales no nulos son {\displaystyle |\alpha _{i}|^{2}}. En otras palabras, la descomposición de Schmidt muestra que el estado reducido de {\displaystyle \rho } en cualquier subsistema tiene el mismo espectro.

### Rango de Schmidt y entrelazamiento
Los valores estrictamente positivos  {\displaystyle \alpha _{i}} en la descomposición de Schmidt de {\displaystyle w} son sus coeficientes de Schmidt.  El número de coeficientes de Schmidt de {\displaystyle w}, contados con su multiplicidad, se denomina rango de Schmidt, o número de Schmidt.
Si {\displaystyle w} se puede expresar como producto
{\displaystyle u\otimes v}
entonces {\displaystyle w} es un estado separable. En caso contrario, {\displaystyle w} está en un estado entrelazado. De la descomposición de Schmidt podemos ver que {\displaystyle w} está entrelazado si y solo si {\displaystyle w} tiene rango de Schmidt estrictamente mayor que 1.  Por tanto, dos subsistemas que forman un estado puro están entrelazados si y solo si sus estados reducidos son estados mixtos.

### Entropía de von Neumann
Una consecuencia de lo anterior es que, para estados bipartitos puros, la entropía de von Neumann de los estados reducidos es una medida bien definida del entrelazamiento. La entropía de von Neumann de ambos estados reducidos de {\displaystyle \rho } es {\displaystyle S=-\sum _{i}|\alpha _{i}|^{2}\log |\alpha _{i}|^{2}}, y esto es cero si y solo si {\displaystyle \rho } es un estado producto (no entrelazado).

## Plasticidad cristalina
En el campo de la plasticidad, los sólidos cristalinos como metales se deforman plasticamente principalmente a lo largo de los planos del cristal. Cada plano, definido por su vector normal ν puede "deslizar" en una de varias direcciones, definidos por un vector μ. Juntos el plano de deslizamiento y la dirección forman un sistema de deslizamiento que está descrito por el Schmidt tensor {\displaystyle P=\mu \otimes \nu }. El gradiente de velocidad es una combinación lineal de estos tensores a través de todos sistemas de deslizamiento donde el factor de deslizamiento es la tasa de deslizamiento a lo largo del sistema.